# 南極仙翁

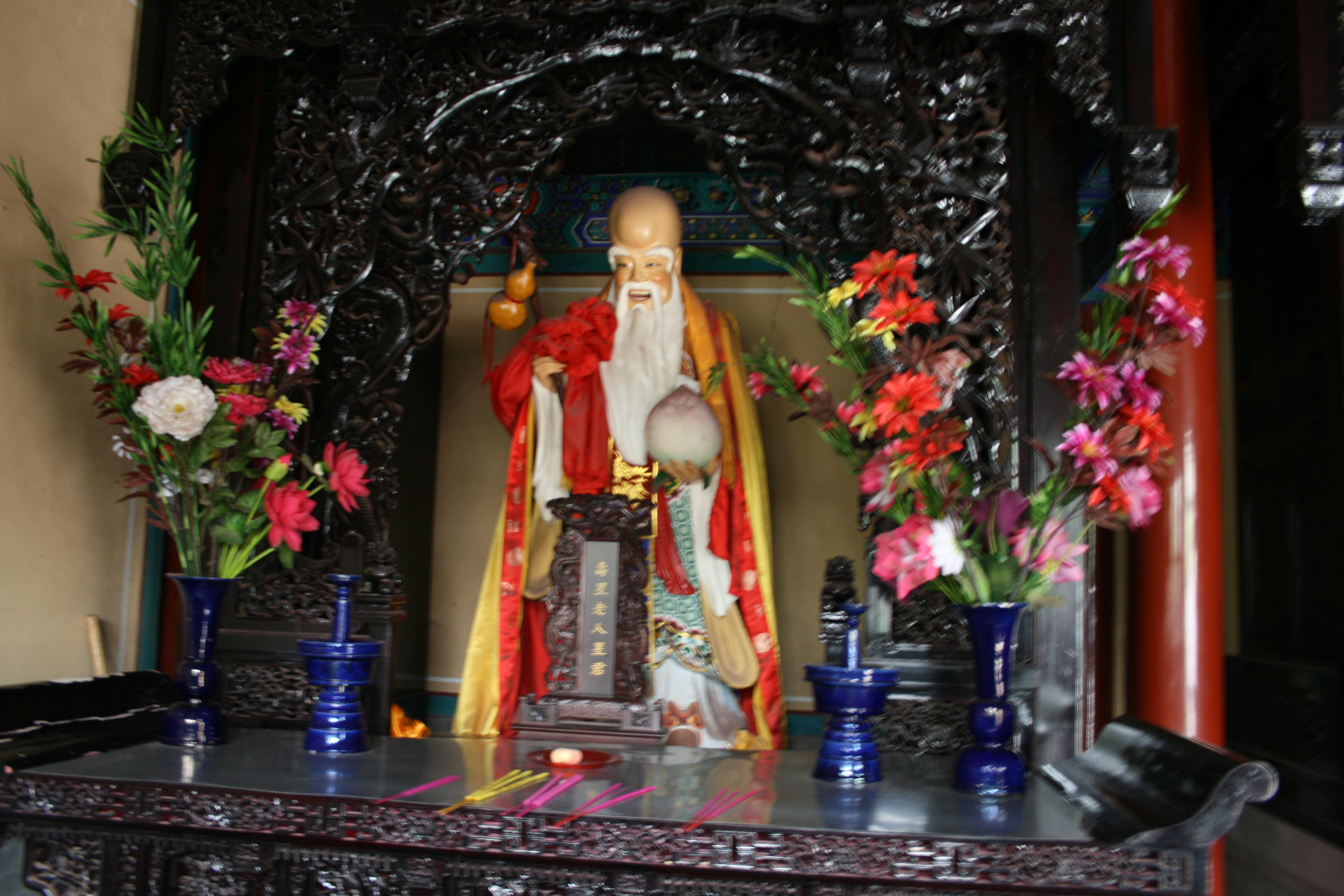
壽星天慶星君神龕(配祀於北京白雲觀)

南極仙翁，又稱壽仙、老人星、壽星、南極老人壽德星君、壽星老人星君、天慶星君、天壽星君、壽星天慶星君，被視為長壽的吉星，與福星和祿星並稱福祿壽三星。

## 由來
在天象上，南方的中國人可在夏天的晚上于極南之地平線上看到壽星，光輝明亮，極易辨認。在西洋及天文學界，它被稱作“船底座α”。唐司馬貞《史記索隱》：「壽星，蓋南極老人星也，見則天下理安，故祠之以祈福壽。」杜甫在《泊松滋江亭》中亦有「今宵南極外，甘作老人星」的佳句。
於《天皇至道太清玉冊》中「奉聖儀制章——聖像寶座」一節提到：「 祈壽宮觀殿內，正面堂塑長生大帝，左長生保命天尊，右延壽益算天尊為主，兩邊用南北二斗，左南斗益算，右北斗延生，南斗六尊，當用壽星湊七尊，以對北斗。」長生大帝當坐中位，右邊供奉北斗七元君塑像，左邊供奉南斗六星君塑像，需要再加上壽星老人星君聖像以對應北斗七元君，由此可見，壽星等於南極長生大帝，或是壽星等於南斗星君的說法實屬謬誤。
寿星、南极仙翁、和南斗星君皆源于古人对星宿的崇拜。寿星为角亢二宿（角宿主要位于室女座，亢宿主要位于牧夫座）；南极仙翁为南极老人星、老人星（属于井宿，即船底座α）；南斗星君为南斗六星（属于斗宿，位于人马座），三者源自不同的星宿信仰。后角亢二宿的延寿信仰衰落，“寿星”更多情况下被意会成“南极老人星”，唐代即将南极老人星、角亢二宿合并祭祀，宋以后二星渐混而为一。但寿星并未与南斗星君趋同，也未有称“南斗”为寿星、南极星之说。南斗星君为身穿红袍的青年，其貌甚美。

## 神話
南極仙翁的形象一般是額禿頂廣、鬚髮盡白、面容紅潤的老神仙，左右常隨白鹿或白鶴，持杖、蟠桃等物，與諸童子戲耍。是長壽之神，極受尊敬與喜愛。
在《封神演義》中作為元始天尊的大弟子，多次出手幫忙姜子牙，但鮮少參與戰鬥，僅於紅砂陣時搭救周武王，及配合其他真人破除萬仙陣時出戰。
《西游记》中壽星的坐骑“白鹿”曾逃到下界為妖，后被孙悟空打敗，并被寿星收回。
民间传说中，白素貞不察現出原形嚇死許仙，曾到南极仙翁的洞府盗取仙草救治丈夫，作品中稱南極仙翁的洞府為「紫微山南極宮」。

## 上清壽星寶誥
至心皈命禮。太微垣內。南極宮中。玉字秘文。演長生之妙理。金書奧旨。示益算之明科。蘋蘩可達於眞庥。齋戒仰瞻於南斗。貴賤雖殊。災祥揆一。大悲大願。大聖大慈。上清壽星。天慶星君。